# François Coillard

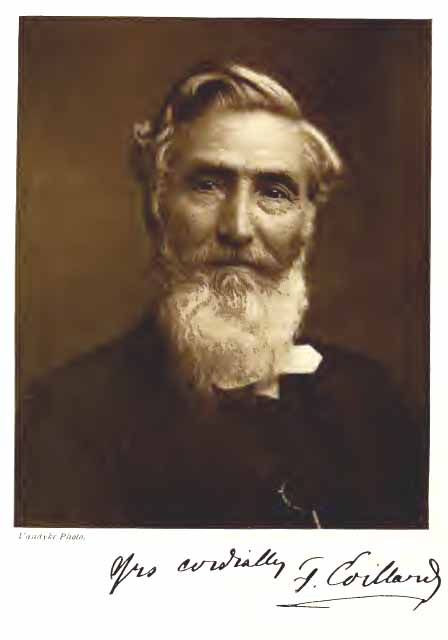
François Coillard (ca. 1897)

François Coillard (* 17. Juli 1834 in Asnières-lès-Bourges, Département Cher, Frankreich; † 27. Mai 1904 in Lealui, Barotseland) war ein protestantischer französischer Missionar der Société des missions évangéliques de Paris (SMEP), der lange bei den Basotho im heutigen Lesotho und – als erster Missionar – bei den Barotse im Westen des heutigen Sambia wirkte.

## Leben

### Kindheit, Ausbildung und Tätigkeit bei den Basotho

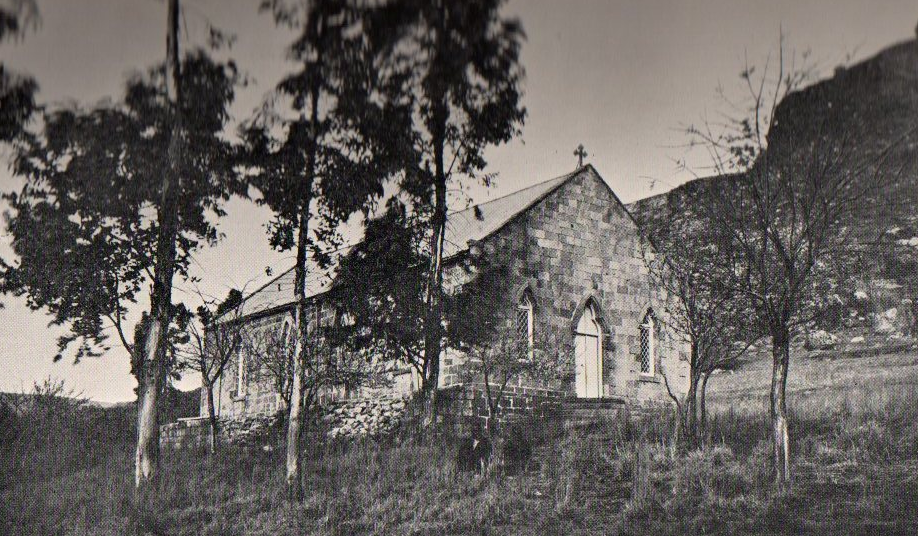
Die Kirche in Leribe (1913)

Coillard wurde als jüngstes von sieben Kindern geboren. Beide Eltern, François und Madeleine Coillard, waren Hugenotten. Der Vater starb bereits 1836. Sein Sohn besuchte die protestantische Schule in Asnières-lès-Bourges, anschließend die Universität Straßburg. 1854 begann er eine Ausbildung bei der SMEP unter Eugène Casalis, der als erster Missionar bereits ab 1833 bei den Basotho unter Moshoeshoe I. gewirkt hatte. Coillard wurde 1857 in Paris geweiht und sollte wie zuvor Casalis bei den Basotho leben. Ihn begleitete der Missionar Adolphe Mabille. Beide erreichten am 6. November 1857 Kapstadt und schließlich das Gebiet der Basotho. Infolge der Niederlage im Senekal-Krieg gegen die Buren mussten die Basotho nach Osten ausweichen; Coillard baute eine neue Missionsstation, in seiner Schreibweise Leribé, nahe der heute Leribe oder Hlotse genannten Stadt.

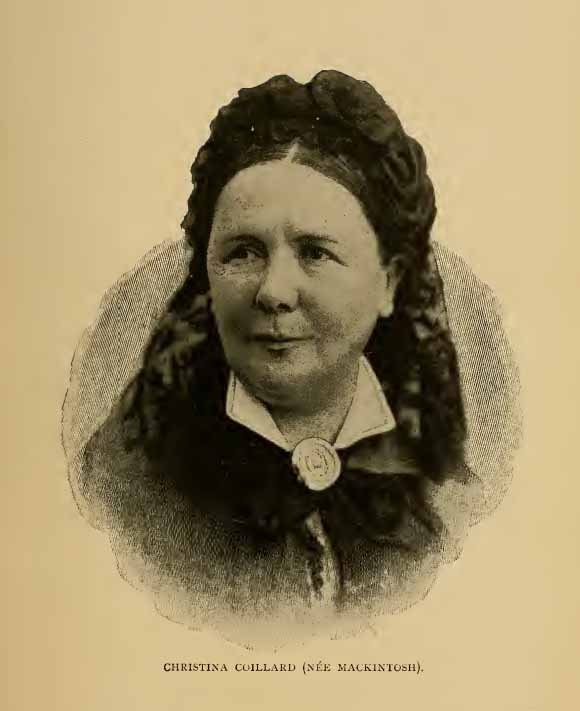
Christina Coillard

1861 heiratete er in Kapstadt die Schottin Christina Mackintosh (1829–1891), die Tochter eines Pfarrers, die er in Paris kennengelernt hatte. Sie wurde zu seiner engen Mitarbeiterin; die Ehe blieb kinderlos.
1865 war Coillard in Verhandlungen zwischen den Basotho und dem britischen Kolonialbeamten Theophilus Shepstone aus dem benachbarten Natal eingebunden. Die Buren besetzten 1866 im Seqiti-Krieg die Station in Leribe. Coillard floh nach Natal und konnte erst 1869 auf einem Umweg über Kuruman zurückkehren, nachdem die Briten das Land zur Kronkolonie Basutoland erklärt hatten. Er sprach exzellent Sesotho; in seiner Zeit bei den Basotho gab er das Gesangbuch Lipesaleme le lifela tsa Sione (etwa: „Die Psalmen und Kirchenlieder Zions“) heraus, das bis heute unter ähnlichen Namen in Gebrauch ist und als meistbenutztes Kirchenliederbuch im südlichen Afrika gilt.

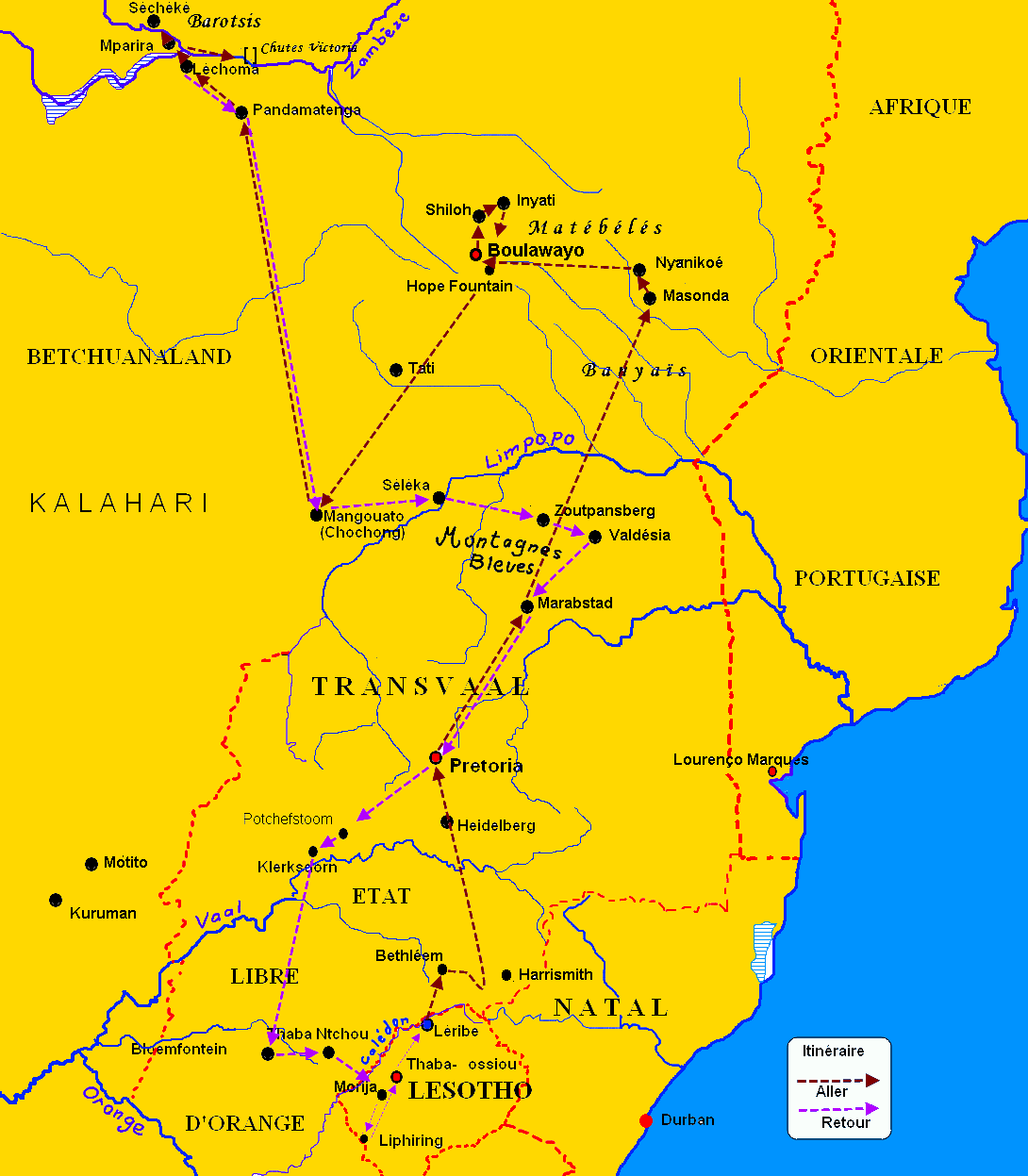
Karte der Reise 1877–1879

### Erste Reise zu den Barotse
Der Missionar Robert Moffat schlug Coillard während dessen Aufenthalt in Kuruman vor, nach Norden in ein Gebiet zu ziehen, das zuvor David Livingstone als erster Europäer bereist hatte. Von 1877 bis 1879 zog die Gruppe aus dem Ehepaar Coillard, Coillards Nichte Elise, vier theologisch ausgebildeten Basotho sowie einigen Viehtreibern und Familienangehörigen der Basotho über den Limpopo. Sie gelangten in das Matabeleland, wo sie der Herrscher Lobengula fast vier Monate festsetzen ließ. Anschließend zogen sie westwärts in das britische Protektorat Betschuanaland, wo sie das zum Christentum übergetretene Oberhaupt der Bamangwato Khama III. an seinem Sitz in Shoshong empfing. Er schickte sie zum nördlich gelegenen Barotseland. Die dort lebenden Barotse sprechen Lozi, eine dem Sesotho verwandte Sprache.

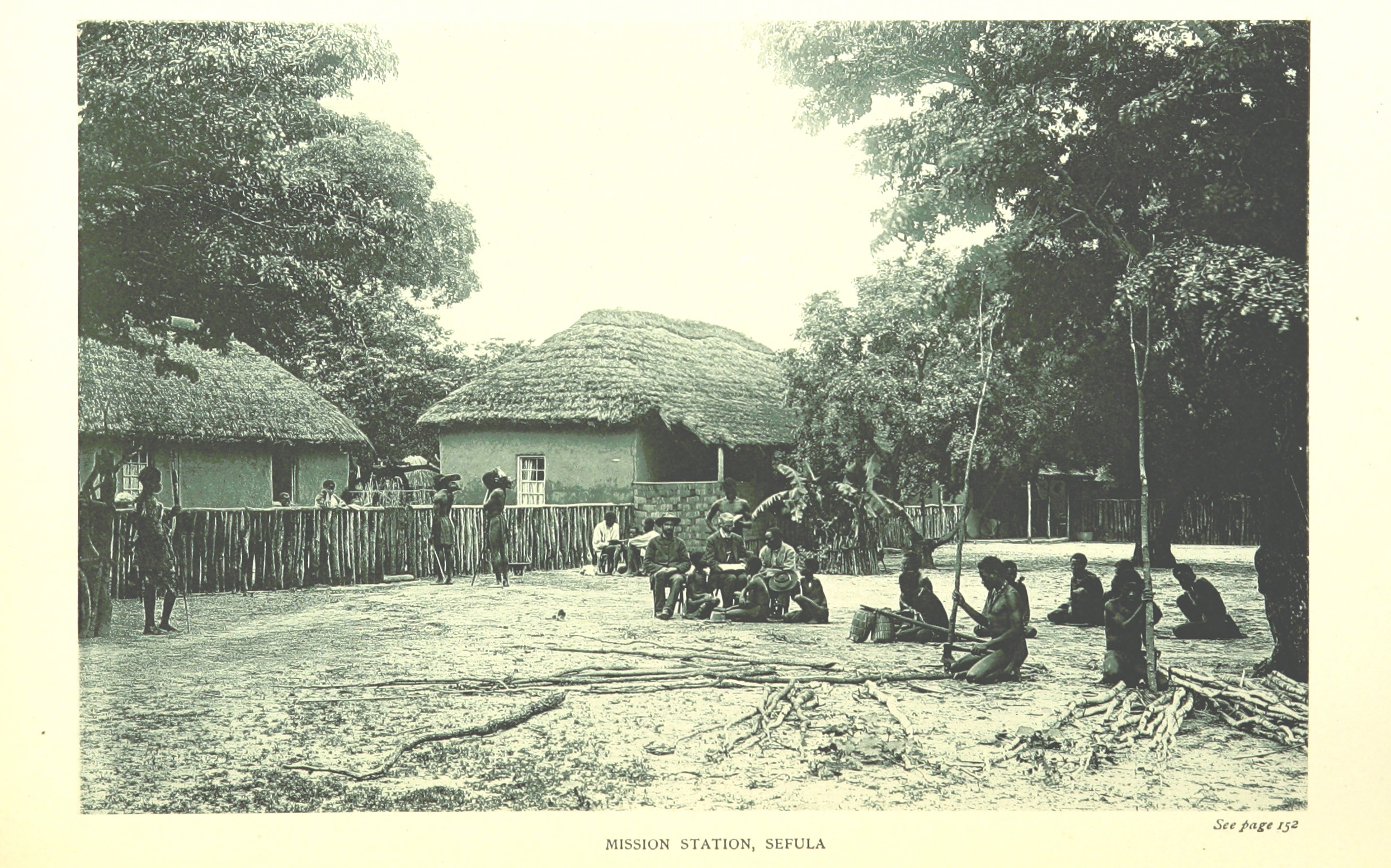
Die Missionsstation in Sefula (1893)

1878 erhielt die Gruppe die Erlaubnis, in Sesheke eine Missionsstation zu gründen. Die Gruppe kehrte 1879 nach Basutoland zurück. 1880 bis 1882 lebten die Coillards in Europa. In dieser Zeit wurde die Missionsstation vom Gun War getroffen.

### Zweite Reise und Ansiedlung bei den Barotse
Das Ehepaar Coillard brach 1882 mit einer neu formierten Gruppe von über 30 Personen und mehreren Ochsenkarren erneut auf. Sie erreichten das Gebiet nördlich des Sambesi Anfang 1884 und nahmen die Station in Sesheke in Betrieb, die vom Missionar Dorwald Jeanmariet betrieben wurde, der inzwischen Elise Coillard geheiratet hatte. François Coillard und seine Frau gründeten eine weitere Mission im rund 300 Kilometer nördlich gelegenen Sefula, die bis 1892 Coillards Wohnsitz wurde. Am nahegelegenen Sitz des Herrschers der Barotse, Lewanika, in Lealui wurden sie erst 1886 vorgelassen; langsam gewann Coillard das Vertrauen des Herrschers. Lewanika und Coillard versuchten, wie für Betschuanaland auch für Barotseland die Briten als Schutzmacht zu gewinnen; die British South Africa Company unter Führung von Cecil Rhodes verhinderte dies jedoch aus wirtschaftlichen Interessen. 1889 erschienen Coillards Berichte als Sur le Haut-Zambèze: voyages et travaux de mission. Im selben Jahr gründete Coillard eine weitere Station in Kazungula. Christina Coillard starb im Jahr 1891 und wurde in Sefula beerdigt. 1892 wurde eine Station in Lealui erbaut, 1894 eine in Nalolo. Coillard erkrankte 1895 schwer und lebte 1896 bis 1898 erneut in Europa. 1897 machte sein Buch Coillard auch in der englischen Version On the threshold of Central Africa in Europa bekannt. Das Buch hatte Catharine Wentworth Macintosh, eine weitere Nichte, übersetzt. Coillard kehrte 1899 über Leribe zu den Barotse zurück. Im Mai 1904 starb er dort an hämorrhagischem Fieber und wurde neben seiner Frau in Sefula bestattet.

## Werke
- Lipesaleme le lifela tsa Sione (als Ko-Autor und Herausgeber). Digitalisat der Ausgabe von 1861 (Sesotho)
- 1889: Sur le Haut-Zambèze: voyages et travaux de mission. Digitalisat der Ausgabe von 1899 (französisch)
  - 1897: On the threshold of Central Africa; a record of twenty years' pioneering among the Barotsi of the Upper Zambesi. Hodder and Stoughton, London Digitalisat (englische Übersetzung von Sur le Haut-Zambèze: voyages et travaux de mission)

## Sonstiges
Zwei von Coillard gedichtete Strophen eines für Schüler geschriebenen Liedes werden seit 1967 als Text der Nationalhymne Lesothos verwendet. Drei weitere Strophen, in denen er die Basotho von traditionellen Bräuchen abbringen wollte, wurden weggelassen.